# Лисецька волость
Лисецька волость — історична адміністративно-територіальна одиниця Ушицького повіту Подільської губернії з центром у селі Лисець.

## Склад волості
Станом на 1885 рік складалася з 10 поселень, 6 сільських громад. Населення — 8 736 осіб (4 456 чоловічої статі та 4 280 — жіночої), 1250 дворових господарства.
|                     | Площа, десятин | У тому числі орної, десятин |
| ------------------- | -------------- | --------------------------- |
| Сільських громад    | 5293           | 4359                        |
| Приватної власності | 3741           | 1660                        |
| Казенної власності  | —              | —                           |
| Іншої власності     | 229            | 157                         |
| Загалом             | 9263           | 6176                        |

Основні поселення волості:
- Лисець — колишнє власницьке село при річці Ушиця за 20 верст від повітового міста, 1543 осіб, 162 дворових господарств, волосне правління, православна церква, школа, заїжджий будинок, водний млин.
- Гута-Яцьковецька — колишнє власницьке село, 425 осіб, 61 дворових господарств.
- Жванчик — містечко при річці Жванчик, 1850 осіб, 283 дворових господарств, православна церква, костел, єврейський молитовний будинок, школа, 2 заїжджих двори, 2 заїжджих будинки, паровий млин, 3 крамниці, базари по неділях через 2 тижні, винокурня.
- Ліпіни — колишнє власницьке село при річці Студениця, 180 осіб, 32 дворових господарств.
- Малий Жванчик — колишнє власницьке село при річці Жванчик, 148 осіб, 35 дворових господарств.
- Привороття — колишнє власницьке село, 963 осіб, 166 дворових господарств, православна церква, школа, лікарня, заїжджий будинок.
- Сокілець — містечко при річці Ушиця, 1641 осіб, 280 дворових господарств, православна церква, костел, єврейський молитовний будинок, школа, 2 заїжджих двори, 3 заїжджих будинки, торгова лазня, 7 крамниць, 2 водяних млини, базари по неділях через 2 тижні.
- Трибухівка — колишнє власницьке село при річці Студениця, 148 осіб, 20 дворових господарств, водний млин, гуральня.
- Яцьківці — колишнє власницьке село при річці Студениця, 680 осіб, 93 дворових господарств, православна церква, заїжджий будинок.

## Ліквідація волості
Друга сесія ВУЦВК VII скликання, яка відбувалася 12 квітня 1923 р., своєю постановою «Про новий адміністративно-територіальний поділ України» скасувала волості і повіти, замінивши їх районами. Більша частина сіл Лисецької волості ввійшла до складу Миньковецького району, село Привороття — до Староушицького району, а Яцьківці та Гута-Яцьковецька — до Дунаєвецького району. Після ліквідації Миньковецького району у 1959 році усі села ввійшли до складу Дунаєвецького району, а село Привороття — до Кам'янець-Подільського району.